# Dojčin Perazić
Dojčin Perazić, dit Dojo ou Doy, est un footballeur et entraîneur monténégrin né le 17 décembre 1945 à Cetinje (Monténégro et mort le 25 janvier 2022). Il est naturalisé belge depuis 1998.

## Biographie
Il a fait carrière comme milieu de terrain à l'Étoile rouge de Belgrade et au FC Vojvodina de Novi Sad, avant de rejoindre le club néerlandais de FC La Haye en 1974.
Après sa carrière de footballeur, il s'est installé en Belgique. Il a été entraîneur de KVK Tirlemont, K Stade Louvain, KFC Verbroedering Geel, Beringen FC et KVO Aarschot. Puis, après être devenu chauffeur de taxi, il est revenu au premier plan, en devenant entraîneur principal du Royal Antwerp FC, le 14 octobre 2003, en remplacement de René Desayere. Mais, faute de résultat, il est licencié en janvier de l'année suivante.